# رضا رئیس‌التجار

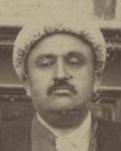
رئیس‌التجار در مجلس چهارم

رضا مهدوی یا آقا رضا خراسانی (۱۲۵۴–۱۳۲۰) ملقب به رئیس‌التجار، فرزند حاجی ابوالقاسم ملک‌التجار اصفهانی، از ملاکان خراسان بود که هفت دوره به نمایندگی مجلس شورای ملی انتخاب شد. در دورهٔ اول نمایندهٔ صنف تجار (یکی از طبقات ششگانهٔ دارای حق رأی) از ایالت خراسان بود. در دوره‌های چهارم و پنجم نمایندگی سبزوار و در دوره‌های ششم، هفتم، هشتم، و نهم نمایندگی مشهد را بر عهده داشت.
پس از پایان تحصیلات مقدماتی به شغل خانوادگی تجارت و ملک‌داری مشغول شد. امتیاز بهره‌برداری از راه شوسهٔ مشهد به قوچان را در دست داشت که به دلیل اهمال‌کاری و تعمیر نکردن راه باطل شد و منفعت زیادی را از دست داد.
در آذر ۱۳۰۴ با کسب ۱۴۵۵ رأی به عنوان نمایندهٔ مشهد در مجلس مؤسسان نخست ایران حضور یافت و به انقراض قاجاریه و استقرار پهلوی رأی داد.
روستای ملک‌آباد (هم‌اکنون باغ ملک‌آباد متعلق به آستان قدس رضوی) و روستای احمدآباد (هم‌اکنون خیابان احمدآباد) متعلق به او و برادرش، حاج محمدتقی ملک التجار، بودند که سر مالکیت آن‌ها با رضا شاه پهلوی درگیری‌هایی به وقوع پیوست. او از بازرگانان و ملاکان ممتاز ایران بود و بیش از ۱۲۰ پارچه دهات در شیروان و سبزوار داشت. او تلاش زیادی برای عمران و آبادانی خراسان کرد.
مهدوی در ۱۳۲۰ درگذشت و در حرم امام رضا، واقع در مشهد، مدفون است. پسرش ابراهیم مهدوی در دوران محمدرضا شاه پهلوی دو بار به وزارت کشاورزی رسید.
| انتخابات                 | سال  | حوزهٔ انتخابیه | آرا    | کل آرا | نتیجه | منبع   |
| ------------------------ | ---- | ------------- | ------ | ------ | ----- | ------ |
| دور اول مجلس شورای ملی   | ۱۲۸۵ | خراسان        |        |        | برنده |        |
| دور چهارم مجلس شورای ملی | ۱۳۰۰ | سبزوار        | ۱۰٬۸۶۳ | ۱۱٬۸۵۷ | برنده | [ ۹ ]  |
| دور پنجم مجلس شورای ملی  | ۱۳۰۲ | سبزوار        | ۹٬۷۰۴  | ۱۵٬۲۰۴ | برنده | [ ۱۰ ] |
| مجلس مؤسسان اول          | ۱۳۰۴ | مشهد          | ۱٬۴۵۵  |        | برنده | [ ۱۱ ] |
| دور ششم مجلس شورای ملی   | ۱۳۰۵ | مشهد          | ۳۸٬۱۴۱ | ۴۹٬۶۱۳ | برنده | [ ۱۲ ] |
| دور هفتم مجلس شورای ملی  | ۱۳۰۷ | مشهد          | ۳۱٬۵۸۶ | ۴۷٬۲۴۴ | برنده | [ ۱۳ ] |
| دور هشتم مجلس شورای ملی  | ۱۳۰۹ | مشهد          | ۳۹٬۵۹۲ | ۴۶٬۲۷۴ | برنده | [ ۱۴ ] |
| دور نهم مجلس شورای ملی   | ۱۳۱۱ | مشهد          | ۴۳٬۰۹۱ | ۴۴٬۶۸۹ | برنده | [ ۱۵ ] |